# Званівська сільська рада
Званівська сільська рада — орган місцевого самоврядування Званівської сільської громади у Бахмутському районі Донецької області. До 3 квітня 2017 року існувала як адміністративно-територіальна одиниця із адміністративним центром у с. Званівка.

## Склад ради
Рада складається з 16 депутатів та голови.

## Керівний склад сільської ради
| ПІБ                           | Основні відомості                                                                     | Дата обрання | Дата звільнення |
| ----------------------------- | ------------------------------------------------------------------------------------- | ------------ | --------------- |
| Фіртковий Іван Сергійович     | Сільський голова, 2043 року народження, освіта, безпартійний                          | 26.03.2006   | 01.08.2008      |
| Шишко Ростислав Володимирович | Сільський голова, 1957 року народження, освіта, член Партії регіонів                  | 15.03.2009   | 31.10.2010      |
| Шишко Ростислав Володимирович | Сільський голова, 1957 року народження, освіта незакінчена вища, член Партії регіонів | 31.10.2010   |                 |

Примітка: таблиця складена за даними джерела